# Lecanoromycetes
Lecanoromycetes je najveća klasa lihenizovanih gljiva. Ona pripada podrazdelu Pezizomycotina u razdelu AscomicotaAscomycota. Asci (ćelije koje nose spore) Lecanoromycetes najčešće oslobađaju spore dehiscencijom rostrata.
One su monofiletske (grupa taksona sastavljena samo od svih potomaka zajedničkog pretka).

## Rodovi neizvesnog položaja
Postoji nekoliko rodova u Lecanoromycetes koji nisu svrstani ni u jedan red ili porodicu. Oni su:
- Argopsis Th.Fr. (1857) – 1 sp.
- Ascographa Velen. (1934) - 1 sp.
- Bartlettiella D.J.Galloway & P.M.Jørg. (1990) – 1 sp.
- Bouvetiella Øvstedal (1986) – 1 sp.
- Buelliastrum Zahlbr. (1930) – 1 sp.
- Haploloma Trevis. (1857) – 1 sp.
- Hosseusia Gyeln. (1940) – 3 spp.
- Korfiomyces Iturr. & D.Hawksw. (2004) – 1 sp.
- Maronella M.Steiner (1959) – 1 sp.
- Notolecidea Hertel (1984) – 1 sp.
- Petractis Fr. (1845) – 3 spp.
- Piccolia A.Massal. (1956) – 10 spp.
- Ravenelula Speg. (1881) – 2 spp.
- Robincola Velen. (1947) – 1 sp.
- Roburnia Velen. (1947) – 1 sp.